# Atrezija tankog creva
Atrezija tankog creva ili jejunoilealna atrezija je kongenitalna anomalija kontinuiteta creva, u kojoj postoji potpuna neprolaznost tankog creva.

## Etiopatogeneza
Tanko crevo u ovih pacijenata je skraćeno, a često ga prate i multiple atrezije i malrotacija. Od tipa atrezije zavisi prognoza pacijenta. Udružene anomalije su veoma retke. Za razliku od atrezije u stenozi tankog creva postoji kontinuitet i creva i mezenterijuma, a dva segmenta su povezana kratkim suženim, ponekad rigidnim delom.

### Klasifikacija
Jejunoilealne atrezije se klasifikauju na četiri tipa, stim što je treći podeljen na dve podgrupe.
| Tip atrezije  | Karakteristike |
| ------------- | --- |
| Prva grupa    | Membrana deli proksimalni dilatirani i distalni kolabirani kraj creva. Crevo i mezenterijum su u kontinuitetu. |
| Druga grupa   | Slepo završeni krajevi creva su povezani fibroznom trakom, a mezenterijum može biti, a i ne mora, u kontinuitetu |
| Treća grupa   | Prve podgrupe (IIIa) — ima krajeve koji se slepo završavaju, ne dodiruju i postoji defekt u mezenterijumu. Tip IIIb ima veoma lošu prognozu. Druga podgrupa (IIIb) — karakteriše se krajevima koji se ne dodiruju, a pored defekta u mezenterijumu dominira vaskularna anomalija mezenetrijuma, te se distalne vijuge ileuma snabdevaju iz kolaterala desnog kolona, uvijajući se oko mezoa poiprimajući izgled spiralno oljuštene kore jabuke |
| Četvrta grupa | Ovu grupu karakterišu brojne infekcije. |

### Embriologija
Različite teorije pokušavaju da objasne nastanak atrezije. Po jednima uzrokovana je izostankom rekanalizacije čvrste vrpce, a po drugima vaskularnim poremećajima (vaskularne teorija).

### Genetika
Ova jejunoilealn anomalija nema genetsku osnovu, osim u slučaju tipa IIIb.

## Epidemiologija
Jejunoilealne atrezije čine 80–95% svih atrezija creva. Incidencija im je od 1:330 do 1: 1500 živorođenih. 

## Klinička slika
Kliničkom slikom dominiraju sledećp simptomi i znaci koji se razvijaju odmah nakon rođenja (od prvog ili drugog dana života):  
Crevna opstrukcija
Kod niskih opstrukcija dominira distenzija trbuha za razliku od visokih, te se povraćanje javlja kasnije.
Povraćanje zelenog sadržaja
Brzina javljanja povraćanja zavisi od nivoa opstrukcije
Poremećena evakuacija mekonijalne stolice
Ona može biti potpuno odsutna, a može se javiti u manjoj količini i kod atrezije ili stenoze. 
Ukoliko se ne dijagnostikujena vreme, može dovesti do perforacije creva ili razvoja respiratornog distresa.

## Dijagnoza
Pre rođenja
Prenatalno se vidi polihidramnion, koji ukazuje na mogućnost postojanja atrezije digestivnog trakta. 
Nakon rođenja
Nakon rođenja dijagnoza se postavlja na osnovu nativne radiografije trbuha u stojećem stavu. Kada se na radiografiji konstatuje prisustvo hidroaeričnih nivoa, treba posumnjati na crevnu opstrukciju. 
Kontrastno ispitivanje, irigografija, radi se da bi se razlikovala atrezija tankog i debelog creva. Kod atrezija tankog creva kolon je slabo razvijen, nekorišćen (mikrokolon). Ukoliko se radi o delimičnoj neprolaznosti tankog creva, radi se kontrastno ispitivanje, pasaža, da bi se ustanovili priroda i nivo prepreke. 

## Terapija
Konzervativna terapija
Čim se jave prvi simptomi opstrukcije neophodno je plasirati nazogastričnu sondu radi dekompresije i sprečavanja aspiracije. Uključuje se intravenska rehidratacija i daju antibiotici. 
S obzirom da adinamični ileus može da potraje duže vreme, uključuje se totalna parenteralna ishrana.
Hirurška terapija
Hirurško lečenje podrazumeva odstranjenje prepreke i anastomozu creva kojom se uspostavlja kontinuitet crevnog lumena.
Ukoliko je crevna vijuga iznad prepreke dilatirana, neophodna je njena resekcija ili sužavanje da bi se lakše uspostavio motilitet creva.  

## Prognoza
Preživljavanje bolesnika za atrezijom creva iznosi 90%. 

## Literatura
- Prem Puri: Newborn Surgery, 2003.
- Samuels, M. E.; Majewski J; Alirezaie N; Fernandez I; Casals F; Patey N, Decaluwe H, Gosselin I, Haddad E, Hodgkinson A, Idaghdour Y, Marchand V, Michaud JL, Rodrigue, M-A, Desjardins S, Dubois S, Le Deist F, Awadalla P, Raymond V, Maranda B. „Exome sequencing identifies mutations in the gene TTC7A in French-Canadian cases with hereditary multiple intestinal atresia.”. J Med Genet. 50: 324—329.
- Mishalany HG, Der Kaloustian VM (1971) „Familial multiple-level intestinal atresia: report of two siblings”. J Pediat. 79.: 124

## Spoljašnje veze
- UCSF Fetal Treatment Center: Bowel Obstructions (језик: енглески)
- Information about congenital malformations of the gastrointestinal tract in premature babies - The Hospital for Sick Children (језик: енглески)

|  | Molimo Vas, obratite pažnju na važno upozorenje u vezi sa temama iz oblasti medicine (zdravlja). |